# Psectrotanypus sibiricus
Psectrotanypus sibiricus är en tvåvingeart som beskrevs av Kruglova och Chernovskij 1940. Psectrotanypus sibiricus ingår i släktet Psectrotanypus och familjen fjädermyggor. Inga underarter finns listade i Catalogue of Life.